# オルジナーテ
オルジナーテ（伊: Olginate）は、イタリア共和国ロンバルディア州レッコ県にある、人口約7,000人の基礎自治体（コムーネ）。

## 地理

### 位置・広がり
レッコ県南部のコムーネ。県都レッコから南へ7kmの距離にある。

#### 隣接コムーネ
隣接するコムーネは以下の通り。
- アイルーノ
- ブリーヴィオ
- カロルツィオコルテ
- ガルビアーテ
- ガルラーテ
- ヴァルグレゲンティーノ
- ヴェルクラーゴ

### 地勢・地形
- 湖沼：ガルラーテ湖 (it:Lago di Garlate) 、オルジナーテ湖 (it:Lago di Olginate)
- 河川：アッダ川

### 気候分類・地震分類

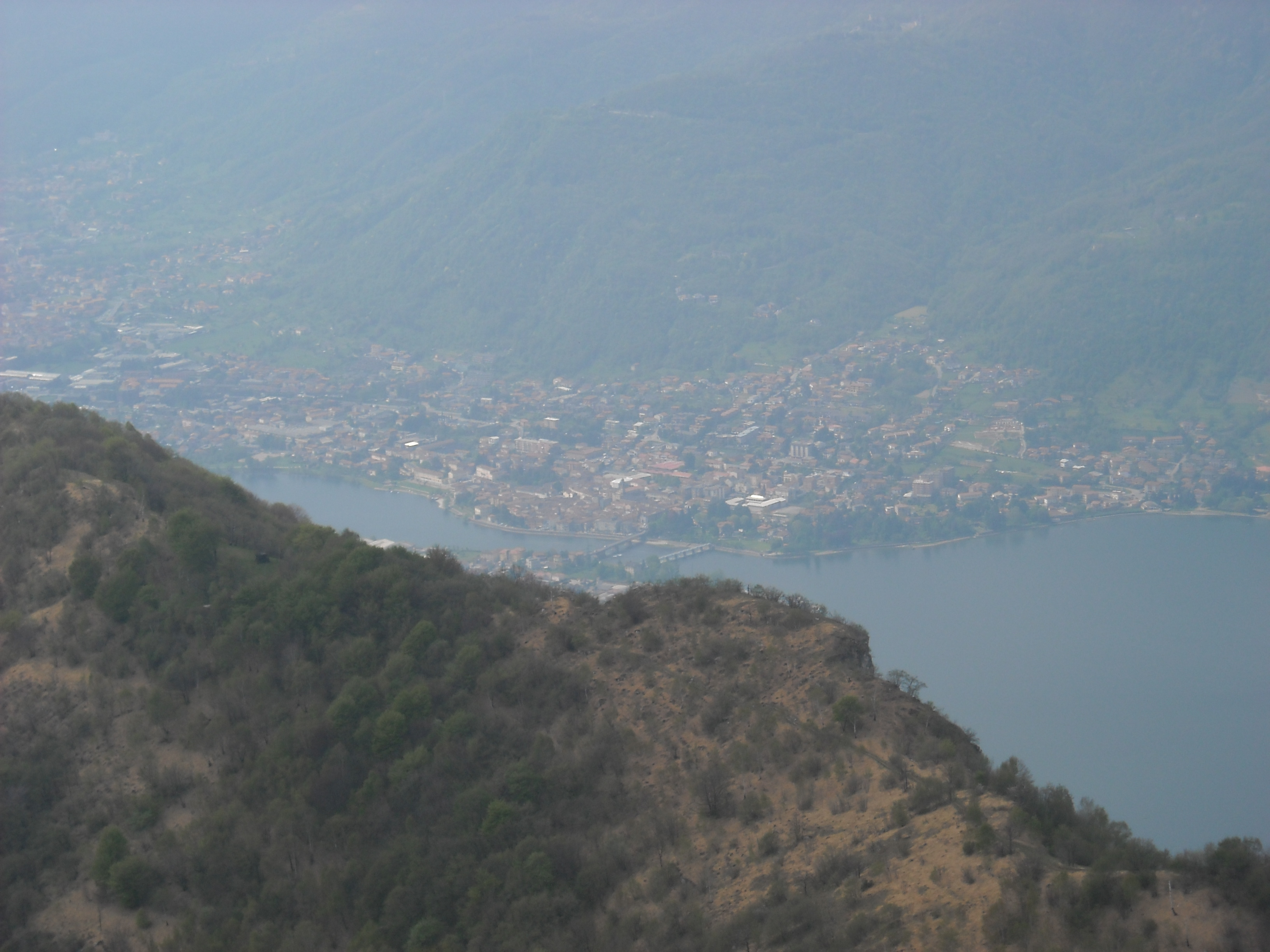
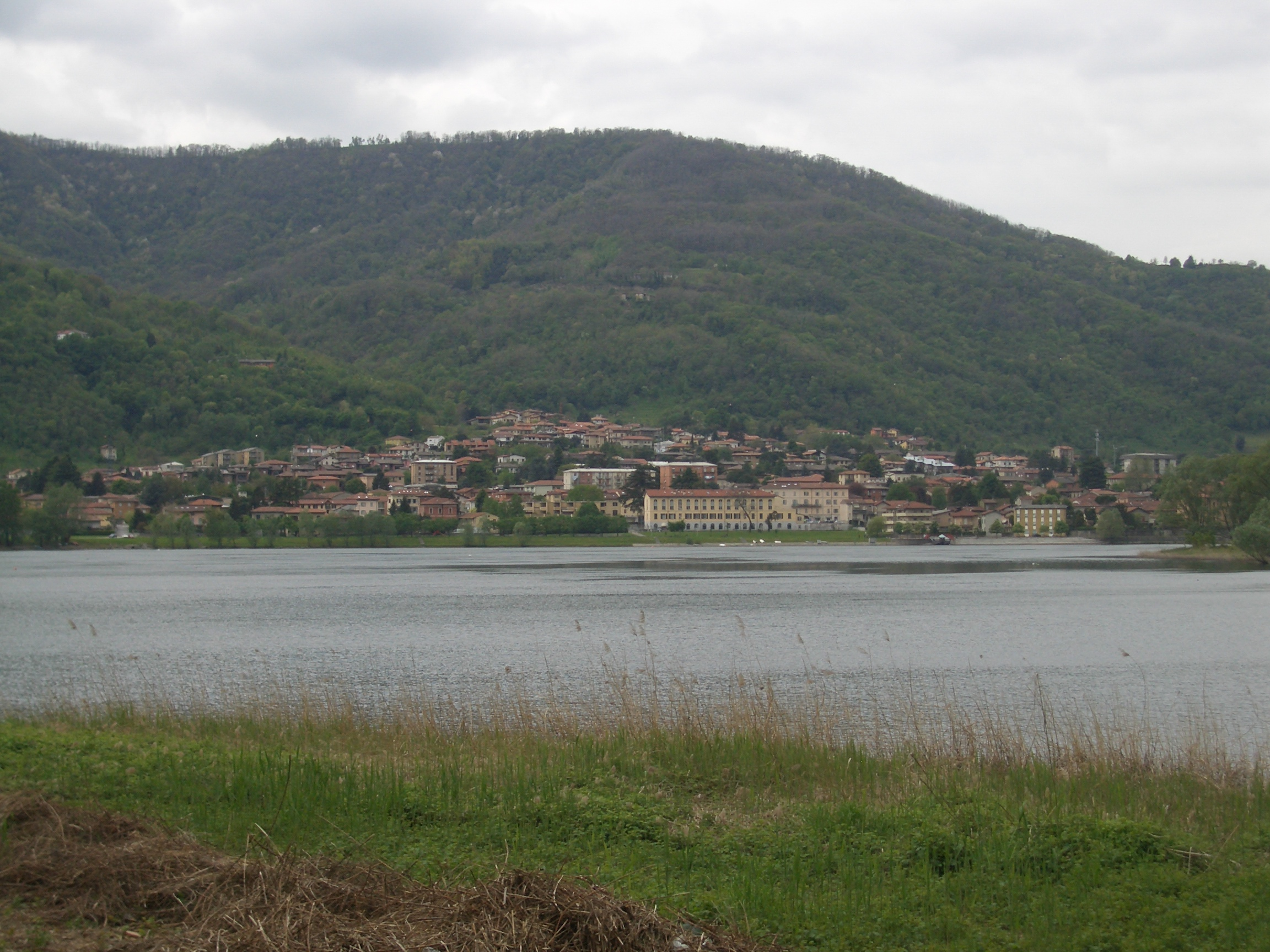

気候分類では、zona E, 2362 GGに分類される。
また、イタリアの地震リスク階級 (it) では、zona 3 (sismicità bassa) に分類される。

## 行政

### 山岳部共同体
レッコ県とベルガモ県にまたがる広域自治体「ラーリオ・オリエターレ＝ヴァッレ・サン・マルティノ山岳部共同体」  (it:Comunità montana Lario Orientale - Valle San Martino)  （事務所所在地: ガルビアーテ）を構成する自治体のひとつである。